# Бернгард Швартінг
Бернгард Швартінг (нім. Bernhard Schwarting; 30 січня 1913, Браке — 27 березня 1945, Атлантичний океан) — німецький офіцер-підводник, оберлейтенант-цур-зее резерву крігсмаріне (1 липня 1943).

## Біографія
В 1936 році вступив на флот. З квітня 1941 року — штурман в 3-й флотилії R-катерів. З січня 1942 року — командир корабля 12-ї протичовнової флотилії. З вересня 1942 року — вахтовий офіцер, потім командир корабля 13-ї флотилії форпостенботів. В січні-вересні 1943 року пройшов курс підводника. З вересня 1943 року — офіцер взводу 1-го навчального дивізіону підводних човнів, потім до грудня проходив курс командира підводного човна. З 22 лютого по 12 травня 1944 року — командир підводного човна U-1102, з 27 червня 1944 року — U-905, на якому здійснив 2 походи (разом 67 днів у морі). 27 березня 1945 року U-905 був потоплений в Північній Атлантиці глибинними бомбами британського фрегата «Конн». Всі 45 членів екіпажу загинули.